# C-One

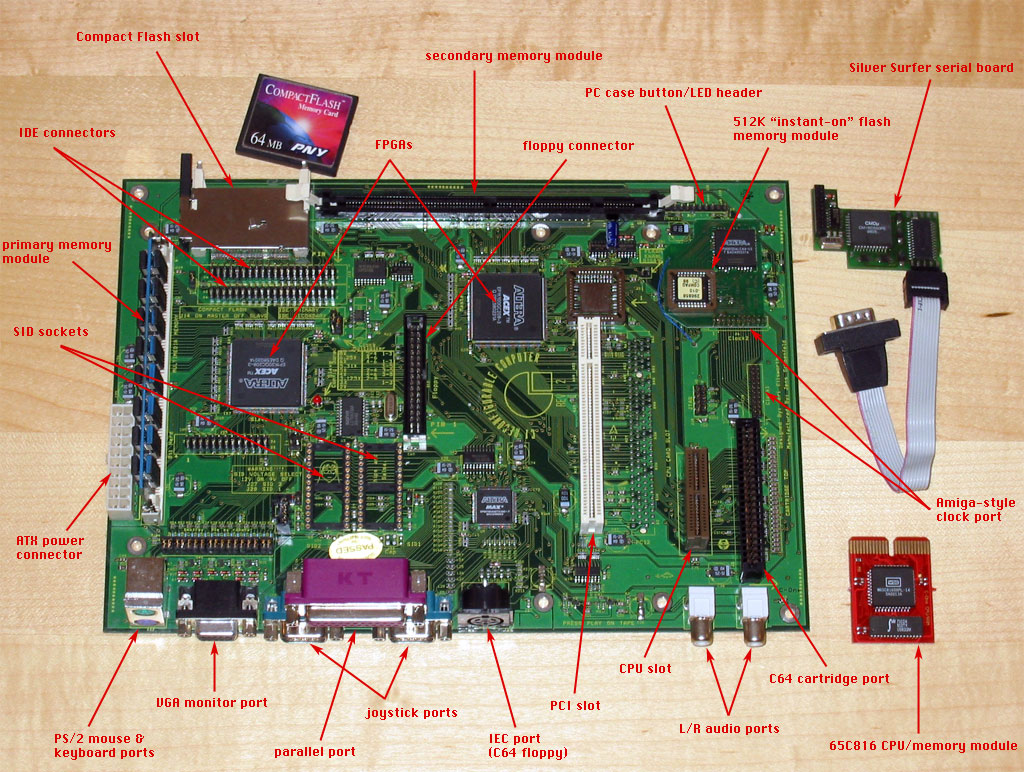
Płyta główna C-One

C-One – komputer zbudowany w oparciu o technologię FPGA, mający pierwotnie być klonem Commodore 64, później rozszerzony o możliwość emulacji innych platform (obecnie Amstrad CPC i własny tryb C-One). Został zaprojektowany przez Jeri Ellsworth i Jensa Schönfelda, a wyprodukowany przez firmę Individual Computers.